# Карл Вальрад цу Зальм-Горстмар
Карл Вальрад Еміх Герман Болько Фрідріх, принц цу Зальм-Горстмар, вільд- і райнграф (нім. Karl Walrad Emich Hermann Bolko Friedrich Prinz zu Salm-Horstmar, Wild- Und Rheingraf; 8 січня 1911, замок Фарлар, Розендаль — 2 серпня 1991, Дюссельдорф) — німецький офіцер, оберст вермахту. Кавалер Лицарського хреста Залізного хреста.

## Біографія
Представник давнього князівського роду, відомого з Х століття. Четвертий син князя Отто II цу Зальм-Горстмар (1867—1941), голови Вестфальського провінційного ландтагу, і Рози, уродженої графині цу Зольм-Барут (1884—1945).
1 жовтня 1936 року поступив на службу в 5-й кавалерійський полк «Генерал-фельдмаршал фон Маккензен». В 1939 році призначений командиром 4-го розвідувального ескадрону свого полку. Під час Другої світової війни призначений командиром 123-го розвідувального батальйону 123-ї піхотної дивізії, потім — 6-го терського козачого полку 1-ї козачої кавалерійської дивізії.
Після війни — член Національно-демократичної партії, з 1965 року — земельний голова НДП в Північному Рейні-Вестфалії.

## Сім'я
У 1952 році одружився з Сусанною Янч, колишньою дружиною білефельдського промисловця Рудольфа Еткера, в якої вже були 4 дітей від першого шлюбу. 29 травня 1953 року в пари народилась дочка, принцеса Александра цу Зальм-Гостмар.

## Нагороди
- Медаль «За вислугу років у Вермахті» 4-го класу (4 роки)
- Медаль «За Атлантичний вал»
- Залізний хрест 2-го і 1-го класу
- Нагрудний знак «За участь у загальних штурмових атаках»
- Нагрудний знак «За поранення» в чорному
- Лицарський хрест Залізного хреста (19 лютого 1942) — як ротмістр і командир 123-го розвідувального батальйону 123-ї піхотної дивізії.
- Медаль «За зимову кампанію на Сході 1941/42»
- Кубанський щит
- Відзнака для східних народів 2-го і 1-го класу в сріблі з мечами
- Почесна застібка на орденську стрічку для Сухопутних військ (5 березня 1945) — як оберст і командир 6-го терського козачого полку 1-ї козачої кавалерійської дивізії.